# Francis Obikwelu
Francis Obiorah Obikwelu, (Onitsha, 1978. november 22.) nigériai származású portugál sprinter, akinek fő számai a 100 és 200 méteres síkfutás voltak. 2004-ben olimpiai ezüstérmes volt 100 méteres síkfutásban. Ugyanezen a versenyen 9,86 másodperces idővel Európa-rekordot állított fel ebben a számban.
Obikwelu a nigériai Onitshában született. 14 éves korában egyik futballedzője felfigyelt rá, és javasolta, hogy próbálja ki magát az atlétikában. Két évvel később már Nigériát képviselte az 1994-es afrikai junior bajnokságon, és 400 méteren ezüstérmet nyert.
Obikwelu 16 éves korában költözött Lisszabonba. Miután a Benfica és a Sporting elutasította, építőmunkásként dolgozott Algarvében. Elhatározta, hogy megtanul portugálul, és tanára összehozta a Belenenses sportklubbal, ahol újra elkezdett edzeni. Portugáliában Obikwelut egy hölgy fogadta örökbe, akit ma már az anyjaként emleget.
2000 júliusában a Lisszabonban élő nigériai sprinter, Mercy Nku azt mondta, hogy Obikwelu azért döntött úgy, hogy Portugáliában veresnyez, mert a nigériai sporttisztviselők nem törődtek vele, amikor Nigériát képviselve megsérült Sydney-ben. Kanadába kellett utaznia, hogy saját pénzén megoperálják a térdét. Obikwelu 2001 októberében lett portugál állampolgár.
Obikwelu atlétikai eredményei, élettörténete és személyisége népszerűvé tette őt befogadó országában, ahol a Chico becenevet kapta, amely neve portugál változatának rövidített formája.